# Lomagramma melanolepis
Lomagramma melanolepis är en träjonväxtart som beskrevs av Cornelis Rugier Willem Karel van Alderwerelt van Rosenburgh. Lomagramma melanolepis ingår i släktet Lomagramma och familjen Dryopteridaceae. Inga underarter finns listade.